# Chrysler Royal (Ameryka Północna)
Chrysler Royal – samochód osobowy produkowany pod amerykańską marką Chrysler w latach 1933–1950. 

## Galeria

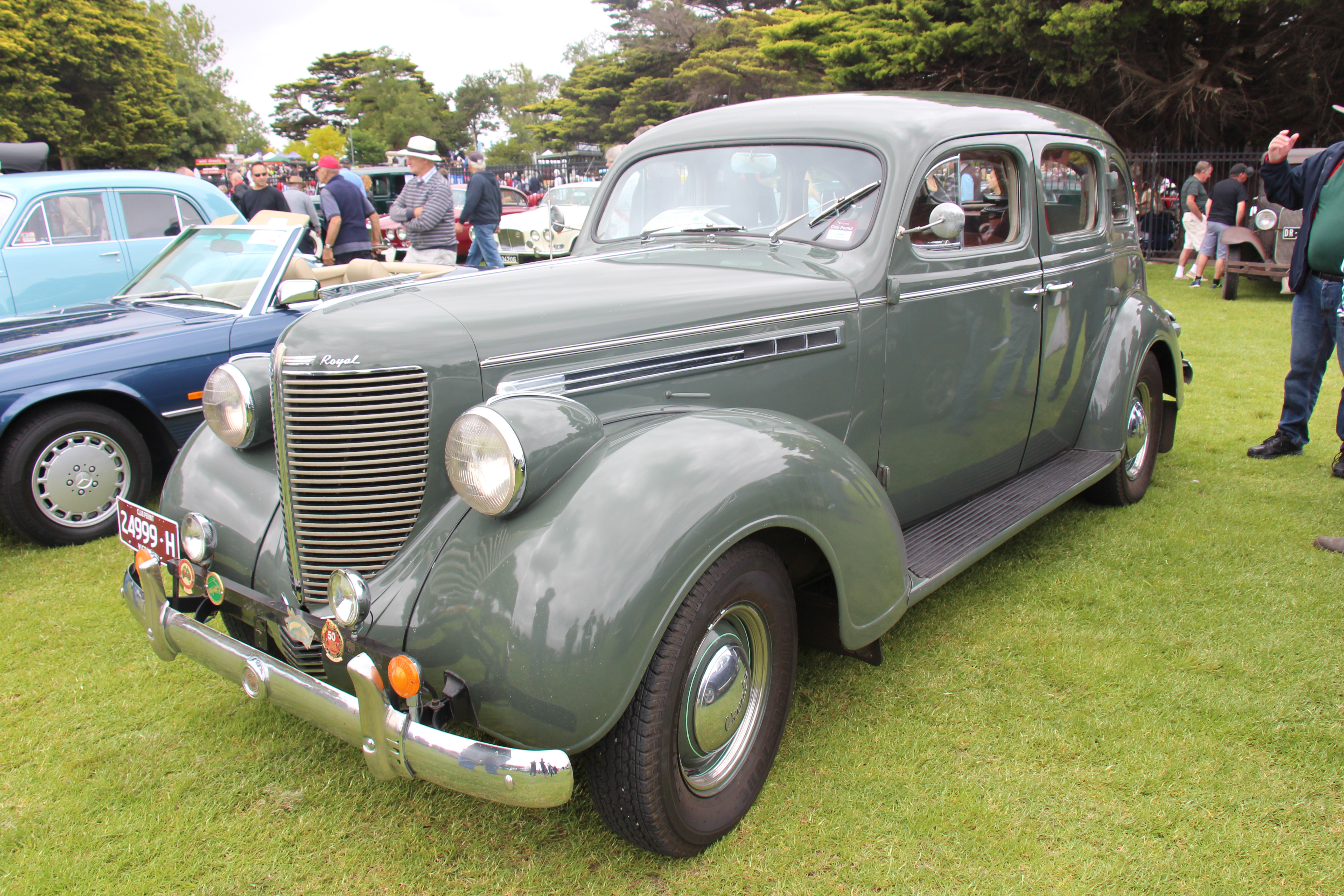
Chrysler Royal I
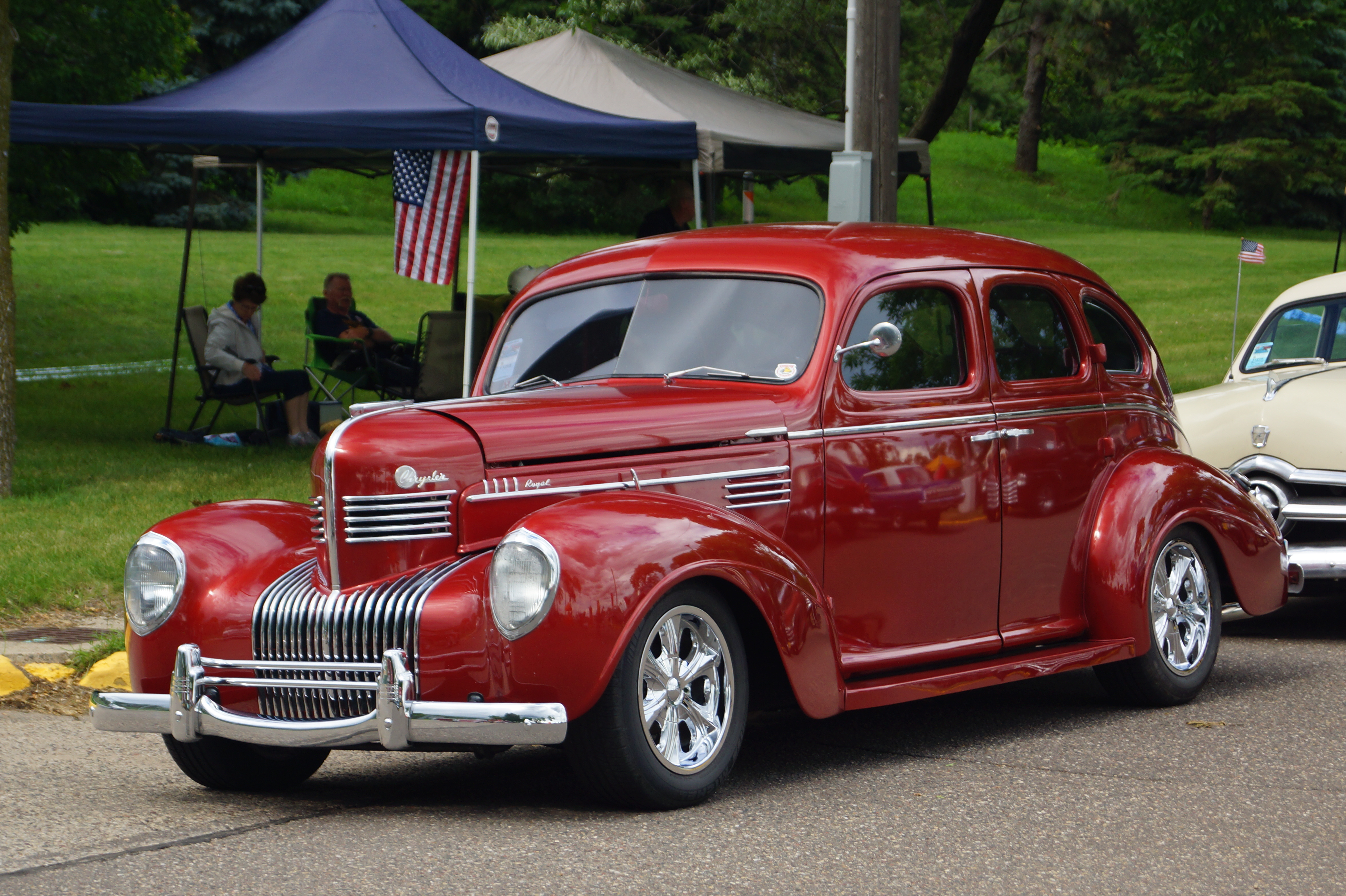
Chrysler Royal II
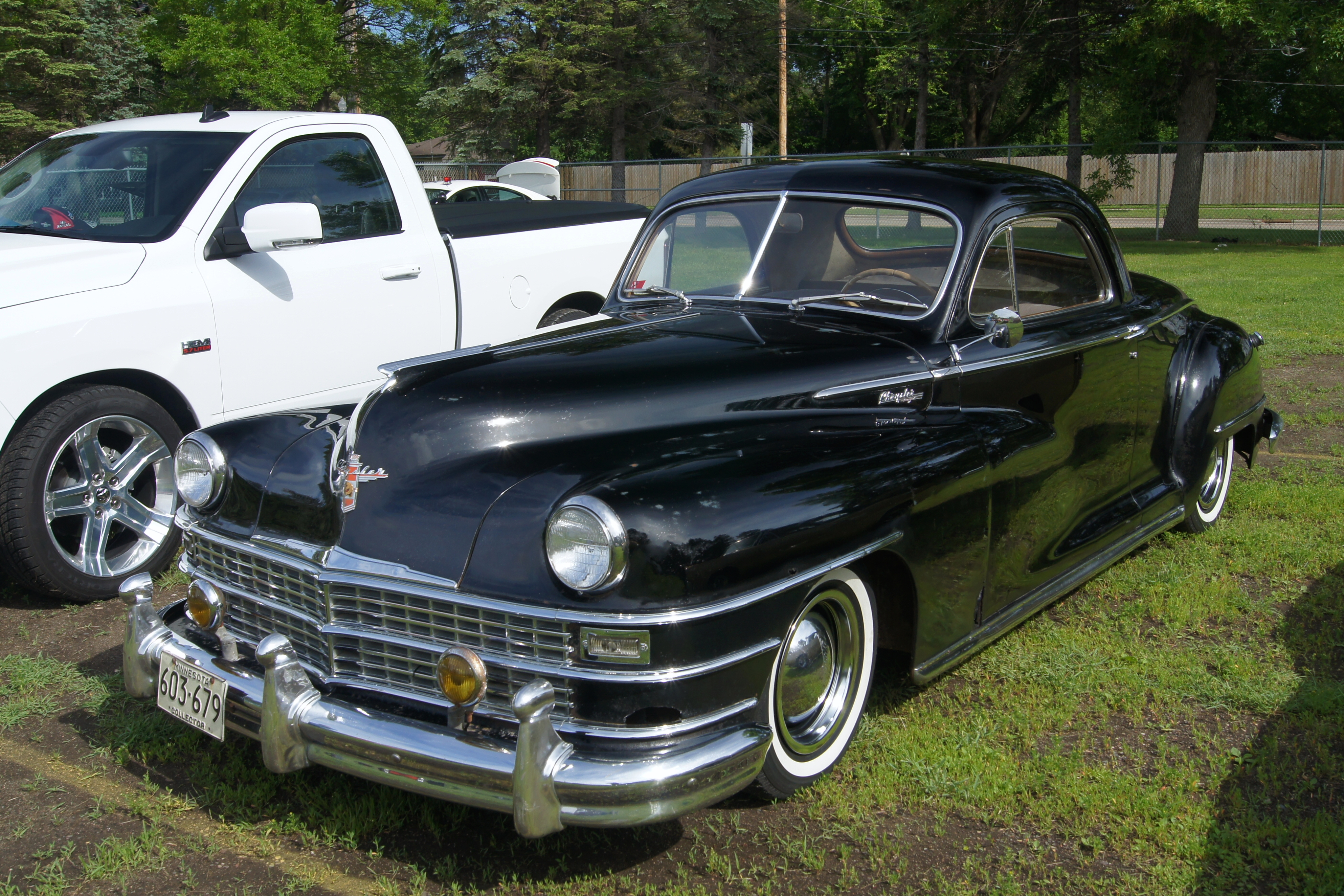
Chrysler Royal III